# Velyki Komjaty
Velyki Komjaty, česky a slovensky také Velké Komjaty, ukrajinsky Великі Ком'яти, jsou obec ve vynohradivské městské komunitě v okrese Berehovo v Zakarpatské oblasti Ukrajiny. V roce 2024 zde žilo 6772 оbyvatel.

## Alternativní názvy
Comiat, Komiat, Komiati, Komjat, Komjata, Komjati, Komjaty, Kompyath, Komyat, Komyata, Komyath Komyathy, Kumjath, Kumnyata, Kumyath, Velike Kom'jaty, Velike Komnaty, Veliki Komyati, Velikie Komiata, Velké Komjaty, Velké Komnaty, maďarsky Magyarkamjath, Magyar Komjat, Nagy Komjat, Nagykomjáta, Nagykomjath, anglicky Big Komjat.

## Historie
První písemná zmínka o obci pochází z roku 1345. Do uzavření Trianonské smlouvy byla obec součástí Uherska, poté po názvem Velké Komjaty součástí Československa. V obci byl za první československé republiky obecní notariát a četnická stanice. Poštovní úřad s názvem „Velká Komňata“ zahájil činnost dne 16. 5. 1925, v letech 1929 až 1939 nesl název „Veliké Komňaty“. V roce 1945 byla obec připojena k Ukrajinské sovětské socialistické republice, která byla součástí SSSR, a nakonec od roku 1991 je součástí samostatné Ukrajiny.

## Osobnosti
- Joann Fogarašij (1786–1834), podkarpatský rusínský etnograf, jazykovědec, kněz a učitel

- Vasil Popovič (1796–1864), řeckokatolický biskup[1]